# Penge
Penge – miasto Londynu, leżąca w gminie London Borough of Bromley. W 2001 miasto liczyło 10361 mieszkańców.